# Hrlica
Hrlica je obec na Slovensku v okrese Revúca.  Leží v údolí Stolických vrchů asi 23 km jihozápadně od Revúce. Žije zde 56 obyvatel.
První písemná zmínka pochází z roku 1413.
V obci se nachází neoklasicistní evangelický kostel z roku 1899.